# Isla Santa María (Chile)
La Isla Santa María pertenece a la Comuna de Coronel, en la provincia de Concepción. Está situada frente a las costas de la provincia de Arauco en la Región del Biobío, Chile. Cierra el golfo de Arauco, 29 kilómetros al oeste de los puertos de Coronel y Lota.

## Descripción

### Geografía
La topografía de la isla es escarpada, con la excepción de la costa oriental, que se enfrenta al continente. La costa poniente está formada por acantilados de 70 metros de altura. La isla es una prolongación de una estribación de la Cordillera de la Costa que se sumerge, a pocos kilómetros hacia el sur, en punta Lavapié que delimita por el extremo sur el Golfo de Arauco.
La forma de la isla se puede describir como una faja que se extiende de N a S, de cuya mitad se proyecta un cuerno al E, formando dos bahías al NE y SE. La separación entre éstas lo genera un espolón arenoso de baja altura que termina en Punta Delicada al SE de la Isla. Este espolón es producto de los movimientos de arena que nacen en la zona de Puerto Sur, inducido por los vientos reinantes que provienen del suroeste.
Santa María tiene 11.5 km de largo, en sentido norte-sur, y entre 0.5 y 6.5 km de ancho, en sentido este-oeste. La superficie es de 35 km².
Hay dos islotes mayores cercanos a la isla principal, al E y al N, este último en las inmediaciones de Punta El Tope.
Con ocasión del sismo del 27 de febrero de 2010, la isla se levantó 1.8 m; lo que disminuyó en la misma medida la profundidad marina. En el caso de Puerto Sur donde se proyectaba construir un nuevo muelle, esto no fue posible, por cuanto hasta una distancia del orden de 400 m de la costa las profundidades son, actualmente, menores a 2.0 m.
A pesar de ello, se está proyectando un muelle mucho más largo para dar solución al problema de conecitividad de la Isla.

### Población
De los 2200 habitantes de la isla, la mayoría se concentra en Puerto Sur (1.320 personas), donde también se encuentra el aeródromo de la isla y los principales servicios. También existe otro polo de población; Puerto Norte, que se divide en los sectores de Puerto Inglés, Caleta Macaya y Caleta Hernández.
La principal actividad local es la pesca artesanal y la recolección de mariscos. Le sigue en importancia la agricultura de subsistencia.

## Historia
La isla fue habitada desde tiempos antiguos por los mapuches de la costa (lafquenches). Se estima que la isla se halla colonizada por lo menos desde el año 2500 a. C.
Los mapuches la llaman Tralca (en mapudungún trueno) y Penequen.
Investigaciones recientes han permitido descubrir que los grupos que habitaban la isla Santa María (grupos pertenecientes a El Vergel) cultivaban la quínoa, entre el 1.030 y 1.460 DC, además de utilizar diferentes plantas silvestres de la isla para distintos fines.

### El descubrimiento por los españoles
En la exploración de la costa chilena emprendida por Juan Bautista Pastene, en 1544, españoles debieron avistar la isla. Hay información más detallada de un segundo viaje del mismo navegante, ocurrido en 1550. Según Pedro de Valdivia, en carta a sus apoderados en la corte, la isla entonces estaba poblada por unos mil habitantes, que recibieron pacíficamente a Pastene, cargando su barco de maíz.

### Fondeadero de piratas y balleneros

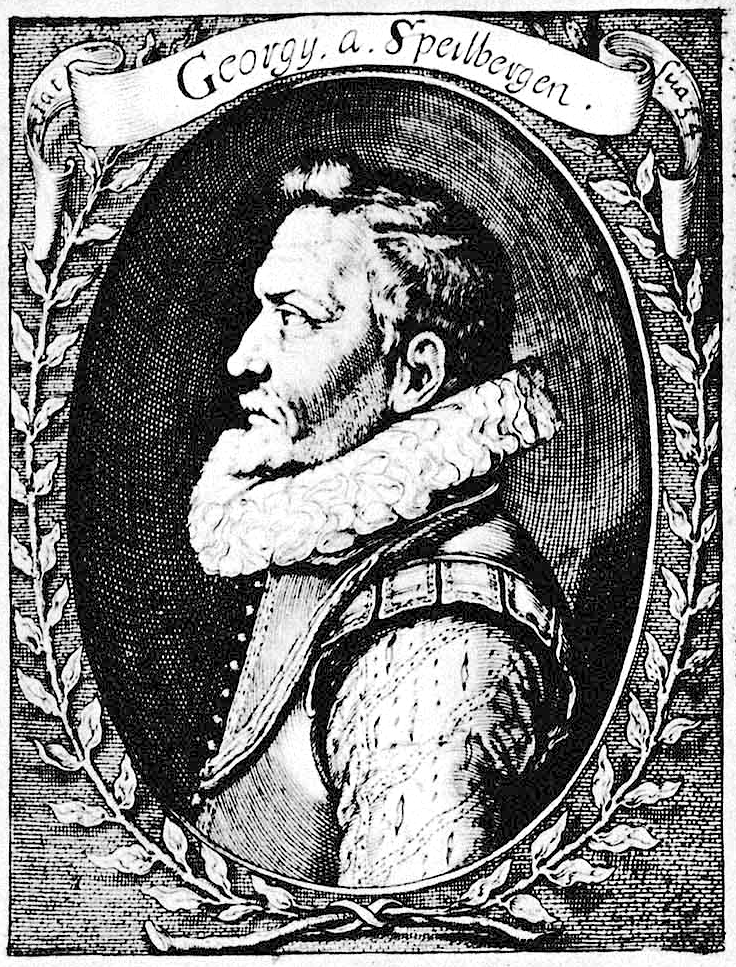
Joris van Spilbergen.

Durante los siglos XVII, XVIII y principios del XIX fue uno de los fondeaderos favoritos de los marinos no españoles que se aventuraban en el Pacífico americano. Corsarios, exploradores, balleneros y traficantes ingleses, holandeses, estadounidenses y franceses repostaban agua y víveres en Santa María, tras cruzar el Cabo de Hornos. O después de recalar en la Isla Mocha, buscaban informes en Santa María, por su mayor cercanía con los centros poblados de Talcahuano y Concepción.
El historiador Eugenio Pereira Salas la describe así:
«...el gran rendez-vous para los buques ingleses y norteamericanos, que pueden obtener agua y madera sin inconvenientes. En esos largos viajes es necesario intercambiar mutuas cortesías. Un buque puede necesitar algo que otro puede facilitar. Es un lugar muy agradable para los tripulantes que se entretienen cazando, pescando, persiguiendo nidos y jugando a la pelota. Es al igual residencia de los que escapan de las prisiones españolas y para aquellos que vienen de Más Afuera, a procurar pasaje en los buques que retornan al hogar o a la dirección que ellos desean».
En febrero de 1600, Oliver Van Noort apresó en la isla una fragata española, el Galeón Buen Jesús, comandado por el capitán Francisco Ibarra, que al ver la superioridad del enemigo, arrojó al mar 52 cajones de oro en polvo, de 4 arrobas cada uno, y 500 barras también de oro, que juntas sumaban 1200 libras (esta es la única ocasión en la que un tesoro real haya estado relacionado con Van Noort). Por confesiones de los prisioneros, los piratas averiguaron que el Virrey del Perú, Luis de Velasco y Castilla, había despachado a su sobrino Juan Velasco con una escuadra a esperarlos en el Cabo de San Francisco, en Panamá, a donde se dirigía Noort a saquear embarcaciones mercantes. El piloto del Buen Jesús, Juan Sandoval fue utilizado por los holandeses para cruzar el Pacífico y, una vez que no necesitaron de sus servicios, lo asesinaron con el subterfugio de que este se quejó por la mala comida que le daban.[cita requerida]
El corsario Joris van Spilbergen atacó la isla el 31 de mayo de 1615. En la posterior relación de sus viajes publicada en Holanda se incluyó un grabado ilustrativo de ese hecho. Los holandeses primero entraron en tratos con el corregidor español de la isla y el cacique mapuche local. Al percatarse de que había tropas montadas ocultas en las lomas, los corsarios desembarcaron y, tras algunas escaramuzas, quemaron una "casa de tejas", que era el edificio principal del lugar. En la refriega el cacique hirió de un lanzazo en la cabeza a uno de los asaltantes, siendo, a su vez, muerto de un tiro de mosquete. El corregidor resultó herido.
A partir de este suceso se desprende que en Santa María funcionaba una activa encomienda y que estaba bastante poblada, pues los atacantes reunieron un botín que consistía en:
"...1.500 ovejas y corderos y gallinas y pollos y hasta 20 o 30 fanegas de trigo..." (1.400 kilos de trigo aprox.).
En 1643, la expedición holandesa de Enrique Brouwer venía con instrucciones del príncipe Juan Mauricio de Nassau-Siegen para fundar un puerto militar en la isla, base para futuras operaciones. Esta orden no se cumplió, pues, tras la muerte de Brouwer y su entierro en Valdivia, la escuadra volvió a su puerto de origen de Recife, en Pernambuco, llamado entonces Mauritsstad.

### La Prueba
En el fondeadero de la isla, en febrero de 1805 el capitán norteamericano Amasa Delano, al mando de un buque dedicado a la caza de lobos marinos, sorprendió a La Prueba, barco negrero de bandera española, que había sido sangrientamente tomado por esclavos en tránsito entre Valparaíso y El Callao. Los antiguos cautivos, obligaban a lo que restaba de la tripulación a llevarlos de vuelta a África. Este episodio, narrado por Delano en sus memorias, inspiró a Herman Melville la escritura de su novela Benito Cereno. En esa novela Herman Melville habla de los conflictos que generaba el comercio de esclavos de raza negra.

### Los Macaya
La familia isleña Macaya comenzó a practicar, a mediados del siglo XIX, la caza de ballenas. Durante el siglo XX la familia se convirtió en "Juan Macaya e hijos", una de las pocas empresas que siguió realizando esta actividad a la manera tradicional, es decir, mediante el acercamiento con botes a remos y el arponeo a mano. Esta empresa decidió en la década de los años 1950 traladarse a nuevas instalaciones en el continente, fundando el pueblo de Chome, cerca de Talcahuano, sobre la base de una migración de isleños. La actividad ballenera de Chome se canceló en 1983.

### Terremoto de Chile de 2010
Científicos indican que al momento de producirse el Terremoto de Chile de 2010, de 8.8 grados en la Escala sismológica de Richter, la Isla Santa María subió, junto con el fondo marino, 1.8 metros, cambio que permanecerá a lo menos hasta un próximo sismo de similares características.

## Reseñas culturales
Esta isla es mencionada en el relato Benito Cereno por el escritor estadounidense Herman Melville.